# Bilovodsk
Bilovodsk (en ucraniano: Біловодськ; en ruso: Беловодск, romanizado: Belovodsk) es un pueblo ucraniano perteneciente al óblast de Lugansk. Situado en el noreste del país, forma parte del raión de Starobilsk y centro del municipio (hromada) de Bilovodsk. 
El pueblo se encuentra ocupado por Rusia desde marzo de 2022, siendo administrado como parte de la de facto República Popular de Lugansk.

## Toponimia
El nombre de Bilovodsk significa "agua blanca", y  se remonta al agua clara y "blanca" del río Derkul, en el que se encuentra la zona.

## Geografía
Bilovodsk está a orillas del río Derkul (un afluente del río Donets), 98 km al norte de Lugansk.

### Clima
| Parámetros climáticos promedio de Bilovodsk (1981-2010) | Parámetros climáticos promedio de Bilovodsk (1981-2010) | Parámetros climáticos promedio de Bilovodsk (1981-2010) | Parámetros climáticos promedio de Bilovodsk (1981-2010) | Parámetros climáticos promedio de Bilovodsk (1981-2010) | Parámetros climáticos promedio de Bilovodsk (1981-2010) | Parámetros climáticos promedio de Bilovodsk (1981-2010) | Parámetros climáticos promedio de Bilovodsk (1981-2010) | Parámetros climáticos promedio de Bilovodsk (1981-2010) | Parámetros climáticos promedio de Bilovodsk (1981-2010) | Parámetros climáticos promedio de Bilovodsk (1981-2010) | Parámetros climáticos promedio de Bilovodsk (1981-2010) | Parámetros climáticos promedio de Bilovodsk (1981-2010) | Parámetros climáticos promedio de Bilovodsk (1981-2010) |
| Mes                                                     | Ene.                                                    | Feb.                                                    | Mar.                                                    | Abr.                                                    | May.                                                    | Jun.                                                    | Jul.                                                    | Ago.                                                    | Sep.                                                    | Oct.                                                    | Nov.                                                    | Dic.                                                    | Anual                                                   |
| ------------------------------------------------------- | ------------------------------------------------------- | ------------------------------------------------------- | ------------------------------------------------------- | ------------------------------------------------------- | ------------------------------------------------------- | ------------------------------------------------------- | ------------------------------------------------------- | ------------------------------------------------------- | ------------------------------------------------------- | ------------------------------------------------------- | ------------------------------------------------------- | ------------------------------------------------------- | ------------------------------------------------------- |
| Temp. máx. media (°C)                                   | -1.7                                                    | -1.2                                                    | 5.1                                                     | 15.5                                                    | 22.3                                                    | 26.4                                                    | 28.5                                                    | 28.0                                                    | 21.5                                                    | 13.5                                                    | 4.7                                                     | -0.6                                                    | 13.5                                                    |
| Temp. media (°C)                                        | -4.9                                                    | -5.0                                                    | 0.4                                                     | 9.0                                                     | 15.1                                                    | 19.3                                                    | 21.3                                                    | 20.2                                                    | 14.3                                                    | 7.8                                                     | 1.1                                                     | -3.6                                                    | 7.9                                                     |
| Temp. mín. media (°C)                                   | -8.2                                                    | -8.8                                                    | -3.9                                                    | 2.5                                                     | 7.3                                                     | 12.0                                                    | 14.0                                                    | 12.3                                                    | 7.3                                                     | 2.5                                                     | -2.4                                                    | -6.8                                                    | 2.3                                                     |
| Precipitación total (mm)                                | 43.2                                                    | 38.0                                                    | 32.5                                                    | 34.2                                                    | 46.5                                                    | 51.8                                                    | 58.4                                                    | 33.6                                                    | 45.2                                                    | 38.6                                                    | 45.1                                                    | 46.9                                                    | 514.0                                                   |
| Días de precipitaciones (≥ 1.0 mm)                      | 9.0                                                     | 8.2                                                     | 7.8                                                     | 6.3                                                     | 6.5                                                     | 7.7                                                     | 7.2                                                     | 4.1                                                     | 6.0                                                     | 6.3                                                     | 7.5                                                     | 9.1                                                     | 85.7                                                    |
| Humedad relativa (%)                                    | 85.3                                                    | 83.2                                                    | 78.8                                                    | 67.0                                                    | 64.0                                                    | 67.1                                                    | 67.0                                                    | 64.4                                                    | 70.2                                                    | 78.0                                                    | 85.5                                                    | 86.6                                                    | 74.8                                                    |
| Fuente: World Meteorological Organization               |                                                         |                                                         |                                                         |                                                         |                                                         |                                                         |                                                         |                                                         |                                                         |                                                         |                                                         |                                                         |                                                         |

## Historia
Bilovodsk fue fundado por cosacos en 1686, lo que lo convierte en uno de los asentamientos más antiguos de la Ucrania Libre, donde luego llegaron campesinos fugitivos. En 1708, Bilovodsk fue destruida debido al apoyo de sus habitantes a la rebelión de Bulavin pero en pocos años, la ciudad revivió. De 1779 a 1860 Bilovodsk tuvo el estatus de ciudad. 
El 29 de septiembre de 1930 se inició aquí la publicación de un periódico regional. En el Holodomor (1932-1933), 32 personas murieron de hambre en Bilovodsk. Durante la Segunda Guerra Mundial, el lugar fue ocupado por tropas de la Wehrmacht desde el 13 de junio de 1942 hasta el 20 de enero de 1943. Bilovodsk tiene el estatus de asentamiento de tipo urbano desde 1957.
En la noche del 22 al 23 de octubre de 2014, durante la guerra del Dombás, se bombardearon las posiciones del batallón Dombás, aunque nadie resultó herido.
Hasta el 18 de julio de 2020, Bilovodsk fue el centro del raión de Bilovodsk. El raión fue abolido en julio de 2020 como parte de la reforma administrativa de Ucrania, que redujo el número de raiones del óblast de Lugansk a siete. El territorio del raión de Bilovodsk se fusionó con el raión de Starobilsk.En 2023, Bilovodsk perdió el estatus de asentamiento de tipo urbano en la legislación ucraniana debido a la eliminación de este estatus administrativo.
Bilovodsk fue ocupado por las fuerzas rusas el 24 de febrero de 2022 durante la invasión rusa de Ucrania .

## Demografía
La evolución de la población de Bilovodsk entre 1838 y 2022 fue la siguiente:
| 5542                                                          | 12 630 | 7037 | 9577 | 8564 | 10 494 | 11 151 | 8764 | 7993 | 8179 | 7969 | 7870 | 7695 |
| (Fuente: Cities & Towns of Ukraine y UKRAINE: Größere Städte) |        |      |      |      |        |        |      |      |      |      |      |      |

Según el censo de 2001, la lengua materna de la mayoría de los habitantes, el 85,68%, es el ucraniano; del 14,07% es el ruso.

## Economía
En Bilovodsk están en funcionamiento las siguientes empresas: una planta de productos lácteos, una planta de procesamiento de alimentos, una fábrica de salchichas, una fábrica de mantequilla, una fábrica de ladrillos y tejas.

## Infraestructura

### Transporte
Bilovodsk dista 56 km de la estación de Starobilsk, en la línea ferroviaria Lugansk-Valuiki.

## Galería

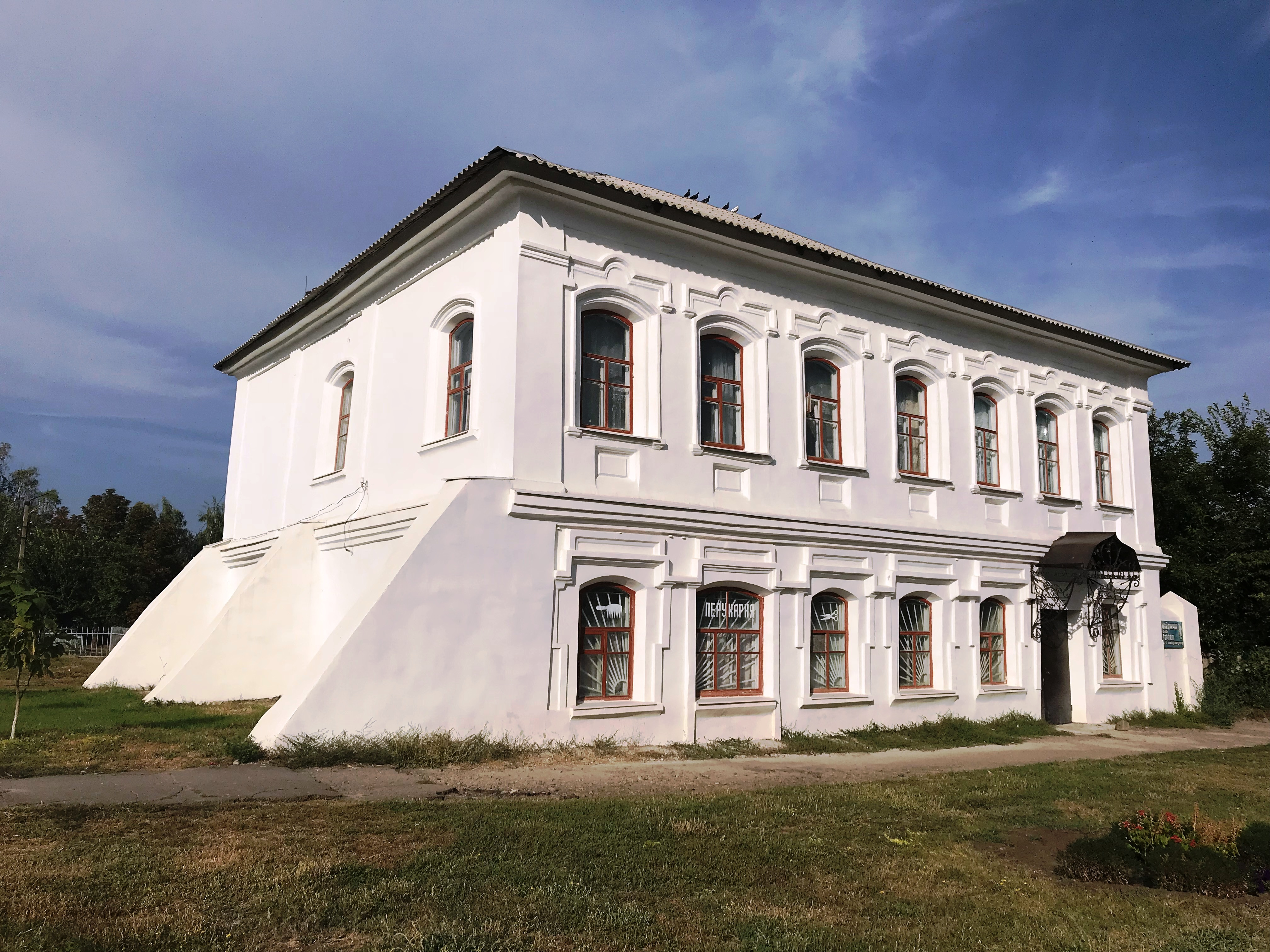
Mansión en Bilovodsk
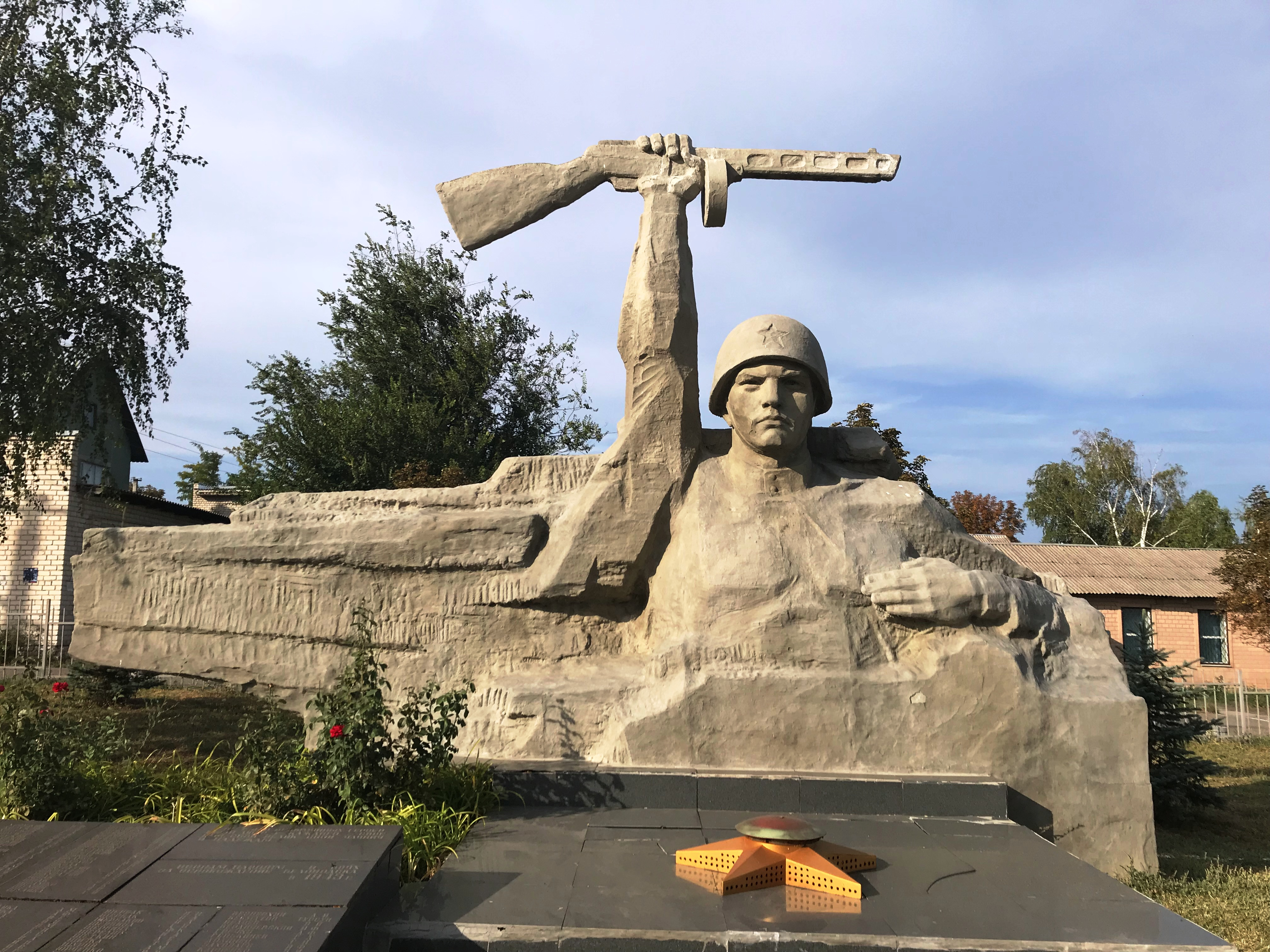
Monumento soviético por la victoria en la Segunda Guerra Mundial
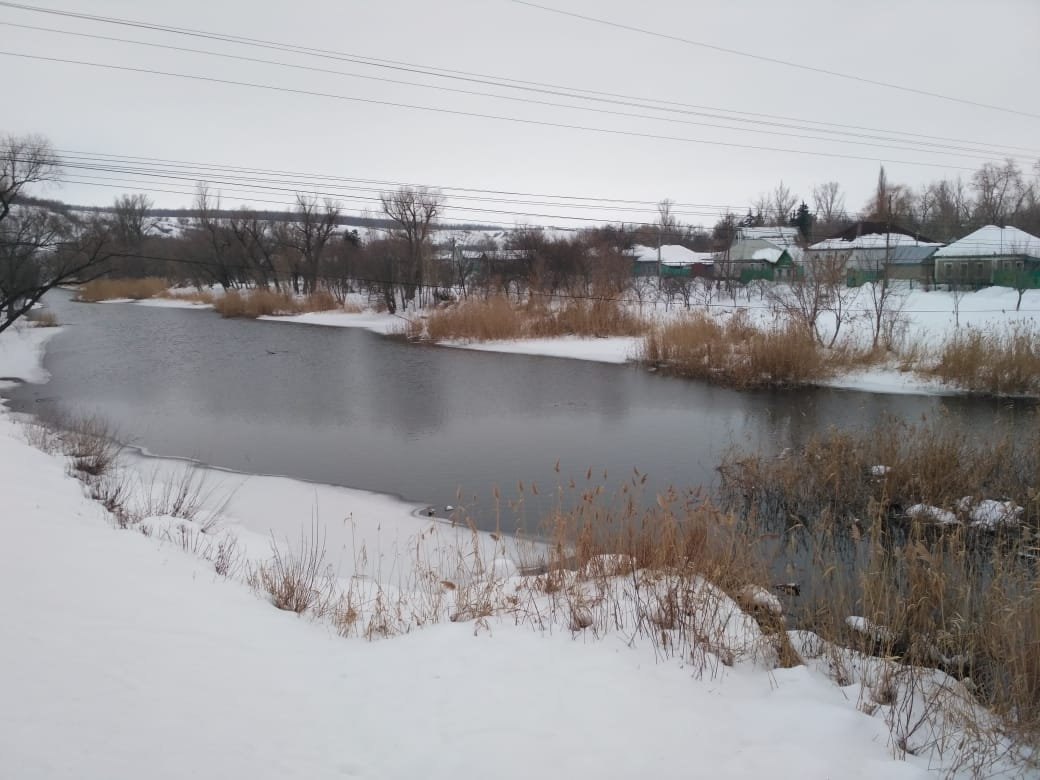
Río Derkul